# Casal (Póvoa de Varzim)
Casal é um lugar da Póvoa de Varzim, na freguesia de Balazar, que no censo de 2001 tinha 278 habitantes. Era sede de paróquia ao tempo das Inquirições e assim se manteve até meados do século XVI, quando ocorreu a anexação definitiva de Gresufes a Balasar e sem dúvida a mudança da sede da paróquia para o Matinho.
O Casal foi uma antiga vila, onde fez um amâdigo D. Pêro Pais Correia. Deve também ter sido dessa vila o célebre Belsar, donde veio o nome a Balasar.
O Casal possuiu uma célebre fonte, originada numa particularidade geológica (um desenho semelhante a uma pegada humana), que em tempos cristãos foi a Fonte de S. Pedro de Rates. Depois de a Igreja Paroquial ter passado para o Matinho, manteve-se no Casal, na igreja desocupada, uma concorrida devoção à Senhora da Piedade, que veio até cerca de 1930, altura em que se demoliu o edifício. Conserva-se na freguesia, embora muito arruinada, a antiga imagem da Senhora da Piedade.
Concorreu também para valorizar o Casal uma antiga ponte, que ligava ao Telo e a Gestrins.
A Corografia Portuguesa assinala na Quinta do Casal uma antiga família nobre, com o seu solar e com o seu brasão.